# Erzbistum Santarém

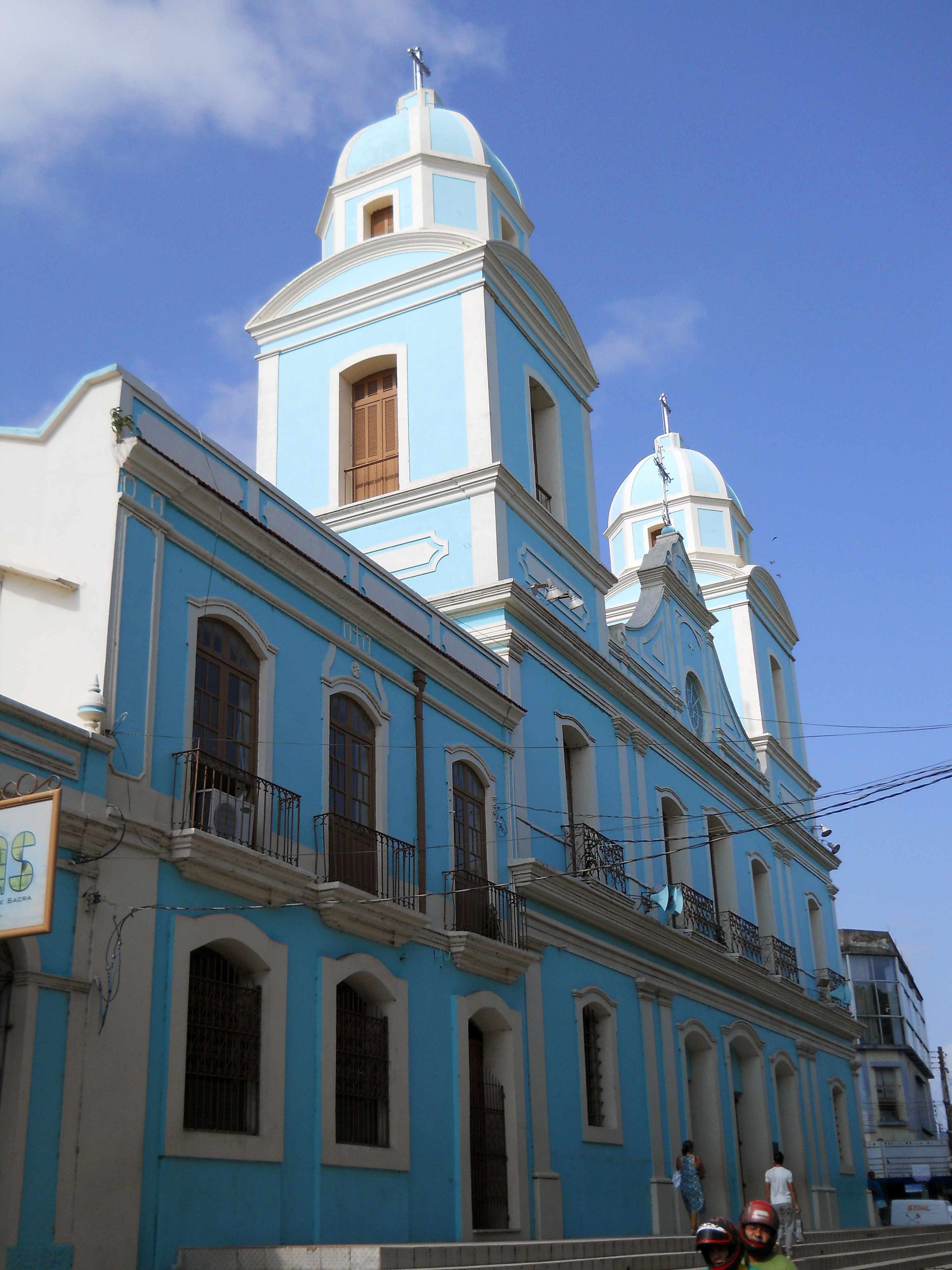
Kathedrale in Santarém

Das Erzbistum Santarém (lateinisch Archidioecesis Santaremensis, portugiesisch Arquidiocese de Santarém) ist eine in Brasilien gelegene römisch-katholische Erzdiözese mit Sitz in Santarém im brasilianischen Bundesstaat Pará.

## Geschichte
Das heutige Erzbistum wurde durch Papst Pius X. am 21. September 1903 aus dem Erzbistum Belém do Pará heraus als Territorialprälatur gegründet. Es erfolgten verschiedene Gebietsabtretungen zur Gründung der Prälatur Xingu (1934), Prälatur Macapá (1949) und Prälatur Óbidos (1957) sowie Prälatur Itaituba (1988).
Am 16. Oktober 1979 erfolgte durch Papst Johannes Paul II. die Erhebung zum Bistum als Suffragan des Erzbistums Belém do Pará. Papst Franziskus erhob das Bistum Santarém am 6. November 2019 zum Erzbistum und unterstellte ihm die Bistümer Óbidos und Xingu-Altamira sowie die Territorialprälaturen Itaituba und Alto Xingu-Tucumã als Suffragandiözesen. Zum ersten Erzbischof wurde zeitgleich der bisherige Weihbischof in Belém do Pará, Irineu Roman CSJ, ernannt.

## Ordinarien

### Prälaten von Santarém
- Frederico Benício de Souza e Costa, 1904–1907, dann Bischof von Amazonas
- Amando Agostino Bahlmann OFM, 1907–1939
- Anselmo Pietrulla OFM, 1947–1949, dann Bischof von Campina Grande, Paraiba
- João Floriano Loewenau OFM, 1950–1957, dann Bischofsprälat von Óbidos, Para
- Tiago Miguel (James Michael) Ryan OFM, 1958–1979

### Bischöfe von Santarém
- Tiago Miguel (James Michael) Ryan OFM, 1979–1985
- Lino Vomboemmel OFM, 1985–2007
- Esmeraldo Barreto de Farias IdP, 2007–2011, dann Erzbischof von Porto Velho
- Flávio Giovenale SDB, 2012–2018, dann Bischof von Cruzeiro do Sul

### Erzbischöfe von Santarém
- Irineu Roman CSJ, seit 2019